# Lakota (Iowa)
Lakota es una ciudad ubicada en el condado de Kossuth en el estado estadounidense de Iowa. En el Censo de 2010 tenía una población de 255 habitantes y una densidad poblacional de 529,33 personas por km².

## Geografía
Lakota se encuentra ubicada en las coordenadas 43°22′39″N 94°5′38″O / 43.37750, -94.09389. Según la Oficina del Censo de los Estados Unidos, Lakota tiene una superficie total de 0.48 km², de la cual 0.48 km² corresponden a tierra firme y (0%) 0 km² es agua.

## Demografía
Según el censo de 2010, había 255 personas residiendo en Lakota. La densidad de población era de 529,33 hab./km². De los 255 habitantes, Lakota estaba compuesto por el 94.12% blancos, el 0% eran afroamericanos, el 0.78% eran amerindios, el 0% eran asiáticos, el 0% eran isleños del Pacífico, el 3.92% eran de otras razas y el 1.18% pertenecían a dos o más razas. Del total de la población el 5.88% eran hispanos o latinos de cualquier raza.